# Olympische Sommerspiele 2024/Teilnehmer (Philippinen)
| Gelbes Symbol für Goldmedaillen mit stilisierten Olympischen Ringen | Graues Symbol für Silbermedaillen mit stilisierten Olympischen Ringen | Braundes Symbol für Bronzemedaillen mit stilisierten Olympischen Ringen |
| ------------------------------------------------------------------- | --------------------------------------------------------------------- | ----------------------------------------------------------------------- |
| 2                                                                   | —                                                                     | 2                                                                       |

Die Philippinen nahmen an den Olympischen Spielen 2024 vom 26. Juli bis zum 11. August 2024 in Paris mit 22 Athleten teil. Es war die insgesamt 23. Teilnahme an Olympischen Sommerspielen.

## Medaillen

### Medaillenspiegel
| Rang   | Sportart | Gold | Silber | Bronze | Gesamt |
| ------ | -------- | ---- | ------ | ------ | ------ |
| 1      | Turnen   | 2    | 0      | 0      | 2      |
| 2      | Boxen    | 0    | 0      | 2      | 2      |
| Gesamt | Gesamt   | 2    | 0      | 2      | 4      |

### Medaillengewinner
| Name/n         | Sportart | Wettkampf        |
| -------------- | -------- | ---------------- |
| Gold           |          |                  |
| Carlos Yulo    | Turnen   | Boden            |
| Carlos Yulo    | Turnen   | Einzelmehrkampf  |
| Bronze         |          |                  |
| Aira Villegas  | Boxen    | Klasse bis 50 kg |
| Nesthy Petecio | Boxen    | Klasse bis 57 kg |

## Teilnehmer nach Sportarten

### Boxen
| Athleten        | Wettbewerb       | 1. Runde    | 1. Runde | Achtelfinale          | Achtelfinale | Viertelfinale | Viertelfinale | Halbfinale      | Halbfinale    | Finale        | Finale        | Rang   |
| Athleten        | Wettbewerb       | Gegner      | Ergebnis | Gegner                | Ergebnis     | Gegner        | Ergebnis      | Gegner          | Ergebnis      | Gegner        | Ergebnis      | Rang   |
| --------------- | ---------------- | ----------- | -------- | --------------------- | ------------ | ------------- | ------------- | --------------- | ------------- | ------------- | ------------- | ------ |
| Frauen          |                  |             |          |                       |              |               |               |                 |               |               |               |        |
| Aira Villegas   | Klasse bis 50 kg | Y. Mouttaki | 5:0      | R. Boualam            | 5:0          | W. Lkhadiri   | 3:2           | B. N. Çakıroğlu | 0:5           | ausgeschieden | ausgeschieden | Bronze |
| Nesthy Petecio  | Klasse bis 57 kg | J. Lamboria | 5:0      | A. Zidani             | 4:1          | Xu Z.         | 5:0           | J. Szeremeta    | 1:4           | ausgeschieden | ausgeschieden | Bronze |
| Hergie Bacyadan | Klasse bis 75 kg | —           | —        | Li Q.                 | 0:5          | ausgeschieden | ausgeschieden | ausgeschieden   | ausgeschieden | ausgeschieden | ausgeschieden | 9      |
| Männer          |                  |             |          |                       |              |               |               |                 |               |               |               |        |
| Carlo Paalam    | Klasse bis 57 kg | Freilos     | Freilos  | J. Gallagher          | 5:0          | C. Senior     | 2:3           | ausgeschieden   | ausgeschieden | ausgeschieden | ausgeschieden | 5      |
| Eumir Marcial   | Klasse bis 80 kg | Freilos     | Freilos  | To‘rabek Habibullayev | 0:5          | ausgeschieden | ausgeschieden | ausgeschieden   | ausgeschieden | ausgeschieden | ausgeschieden | 9      |

### Fechten
| Athleten          | Wettbewerb     | 1. Runde   | 1. Runde | 2. Runde  | 2. Runde | Achtelfinale  | Achtelfinale  | Viertelfinale | Viertelfinale | Halbfinale/Klassifikation | Halbfinale/Klassifikation | Finale/Platzierung | Finale/Platzierung | Rang |
| Athleten          | Wettbewerb     | Gegner     | Ergebnis | Gegner    | Ergebnis | Gegner        | Ergebnis      | Gegner        | Ergebnis      | Gegner                    | Ergebnis                  | Gegner             | Ergebnis           | Rang |
| ----------------- | -------------- | ---------- | -------- | --------- | -------- | ------------- | ------------- | ------------- | ------------- | ------------------------- | ------------------------- | ------------------ | ------------------ | ---- |
| Frauen            |                |            |          |           |          |               |               |               |               |                           |                           |                    |                    |      |
| Samantha Catantan | Florett Einzel | M. Pistoia | 15:13    | A. Errigo | 6:15     | ausgeschieden | ausgeschieden | ausgeschieden | ausgeschieden | ausgeschieden             | ausgeschieden             | ausgeschieden      | ausgeschieden      | 32   |

### Gewichtheben
| Athleten      | Wettbewerb       | Reißen                | Reißen                | Stoßen        | Stoßen        | Zweikampf     | Zweikampf     | Rang |
| Athleten      | Wettbewerb       | Gewicht               | Rang                  | Gewicht       | Rang          | Gewicht       | Rang          | Rang |
| ------------- | ---------------- | --------------------- | --------------------- | ------------- | ------------- | ------------- | ------------- | ---- |
| Frauen        |                  |                       |                       |               |               |               |               |      |
| Elreen Ando   | Klasse bis 59 kg | 100 kg                | 8                     | 130 kg        | 5             | 230 kg        | 6             | 6    |
| Vanessa Sarno | Klasse bis 71 kg | ohne gültigen Versuch | ohne gültigen Versuch | ausgeschieden | ausgeschieden | ausgeschieden | ausgeschieden | DNF  |
| Männer        |                  |                       |                       |               |               |               |               |      |
| John Ceniza   | Klasse bis 61 kg | ohne gültigen Versuch | ohne gültigen Versuch | ausgeschieden | ausgeschieden | ausgeschieden | ausgeschieden | DNF  |

### Golf
| Athleten           | Runde 1 | Runde 2 | Runde 3 | Runde 4 | Gesamt | Par | Rang |
| ------------------ | ------- | ------- | ------- | ------- | ------ | --- | ---- |
| Frauen             |         |         |         |         |        |     |      |
| Bianca Pagdanganan | 72      | 69      | 73      | 68      | 282    | −6  | 4    |
| Dottie Ardina      | 76      | 72      | 69      | 68      | 285    | −3  | 13   |

### Judo
| Athleten        | Wettbewerb       | 1. Runde | 1. Runde | 2. Runde | 2. Runde | Achtelfinale  | Achtelfinale  | Viertelfinale | Viertelfinale | Halbfinale/Trostrunde | Halbfinale/Trostrunde | Finale/Platz 3 | Finale/Platz 3 | Rang |
| Athleten        | Wettbewerb       | Gegner   | Ergebnis | Gegner   | Ergebnis | Gegner        | Ergebnis      | Gegner        | Ergebnis      | Gegner                | Ergebnis              | Gegner         | Ergebnis       | Rang |
| --------------- | ---------------- | -------- | -------- | -------- | -------- | ------------- | ------------- | ------------- | ------------- | --------------------- | --------------------- | -------------- | -------------- | ---- |
| Frauen          |                  |          |          |          |          |               |               |               |               |                       |                       |                |                |      |
| Kiyomi Watanabe | Klasse bis 63 kg | Tang J.  | 0:10     | —        | —        | ausgeschieden | ausgeschieden | ausgeschieden | ausgeschieden | ausgeschieden         | ausgeschieden         | ausgeschieden  | ausgeschieden  | 17   |

### Leichtathletik
Laufen und Gehen
| Athleten       | Wettbewerb   | Vorlauf | Vorlauf | Hoffnungslauf | Hoffnungslauf | Halbfinale    | Halbfinale    | Finale        | Finale        | Rang          |
| Athleten       | Wettbewerb   | Zeit    | Rang    | Zeit          | Rang          | Zeit          | Rang          | Zeit          | Rang          | Rang          |
| -------------- | ------------ | ------- | ------- | ------------- | ------------- | ------------- | ------------- | ------------- | ------------- | ------------- |
| Frauen         |              |         |         |               |               |               |               |               |               |               |
| Lauren Hoffman | 400 m Hürden | 57,83 s | 8       | 58,28 s       | 7             | ausgeschieden | ausgeschieden | ausgeschieden | ausgeschieden | ausgeschieden |
| Männer         |              |         |         |               |               |               |               |               |               |               |
| John Cabang    | 110 m Hürden | 13,66 s | 6       | DNS           | DNS           | ausgeschieden | ausgeschieden | ausgeschieden | ausgeschieden | ausgeschieden |

Springen und Werfen
| Athleten           | Wettbewerb     | Qualifikation | Qualifikation | Finale     | Finale | Rang |
| Athleten           | Wettbewerb     | Weite/Höhe    | Rang          | Weite/Höhe | Rang   | Rang |
| ------------------ | -------------- | ------------- | ------------- | ---------- | ------ | ---- |
| Männer             |                |               |               |            |        |      |
| Ernest John Obiena | Stabhochsprung | 5,75 m        | 7             | 5,90 m     | 4      | 4    |

### Rudern
| Athleten       | Wettbewerb | Vorlauf     | Vorlauf | Vorlauf       | Hoffnungslauf | Hoffnungslauf | Hoffnungslauf | Viertelfinale | Viertelfinale | Viertelfinale  | Halbfinale  | Halbfinale | Halbfinale    | Finale      | Finale | Rang |
| Athleten       | Wettbewerb | Zeit        | Rang    | Qualifikation | Zeit          | Rang          | Qualifikation | Zeit          | Rang          | Qualifikation  | Zeit        | Rang       | Qualifikation | Zeit        | Rang   | Rang |
| -------------- | ---------- | ----------- | ------- | ------------- | ------------- | ------------- | ------------- | ------------- | ------------- | -------------- | ----------- | ---------- | ------------- | ----------- | ------ | ---- |
| Frauen         |            |             |         |               |               |               |               |               |               |                |             |            |               |             |        |      |
| Joanie Delgaco | Einer      | 7:56,26 min | 4       | Hoffnungslauf | 7:55,00 min   | 1             | Viertelfinale | 7:58,30 min   | 6             | Halbfinale C/D | 8.00,18 min | 5          | D-Finale      | 7:43,53 min | 2      | 20   |

### Schwimmen
| Athleten      | Wettbewerb          | Vorlauf | Vorlauf | Halbfinale    | Halbfinale    | Finale        | Finale        | Rang |
| Athleten      | Wettbewerb          | Zeit    | Rang    | Zeit          | Rang          | Zeit          | Rang          | Rang |
| ------------- | ------------------- | ------- | ------- | ------------- | ------------- | ------------- | ------------- | ---- |
| Frauen        |                     |         |         |               |               |               |               |      |
| Kayla Sanchez | 100 m Freistil      | 53,67 s | 10      | 54,21 s       | 15            | ausgeschieden | ausgeschieden | 15   |
| Männer        |                     |         |         |               |               |               |               |      |
| Jarod Hatch   | 100 m Schmetterling | 54,66 s | 36      | ausgeschieden | ausgeschieden | ausgeschieden | ausgeschieden | 36   |

### Turnen

#### Gerätturnen
| Athleten       | Wettbewerb       | Qualifikation | Qualifikation | Finale        | Finale        | Rang          |
| Athleten       | Wettbewerb       | Punkte        | Rang          | Punkte        | Rang          | Rang          |
| -------------- | ---------------- | ------------- | ------------- | ------------- | ------------- | ------------- |
| Frauen         |                  |               |               |               |               |               |
| Aleah Finnegan | Boden            | 12,733        | 37            | ausgeschieden | ausgeschieden | ausgeschieden |
| Aleah Finnegan | Schwebebalken    | 11,466        | 71            | ausgeschieden | ausgeschieden | ausgeschieden |
| Aleah Finnegan | Sprung           | 13,383        | 17            | ausgeschieden | ausgeschieden | ausgeschieden |
| Aleah Finnegan | Stufenbarren     | 12,566        | 58            | ausgeschieden | ausgeschieden | ausgeschieden |
| Aleah Finnegan | Mehrkampf Einzel | 50,498        | 47            | ausgeschieden | ausgeschieden | ausgeschieden |
| Emma Malabuyo  | Boden            | 13,100        | 25            | ausgeschieden | ausgeschieden | ausgeschieden |
| Emma Malabuyo  | Schwebebalken    | 12,233        | 57            | ausgeschieden | ausgeschieden | ausgeschieden |
| Emma Malabuyo  | Sprung           | 13,266        | 51            | ausgeschieden | ausgeschieden | ausgeschieden |
| Emma Malabuyo  | Stufenbarren     | 12,500        | 60            | ausgeschieden | ausgeschieden | ausgeschieden |
| Emma Malabuyo  | Mehrkampf Einzel | 51,099        | 41            | ausgeschieden | ausgeschieden | ausgeschieden |
| Levi Ruivivar  | Boden            | 12,433        | 54            | ausgeschieden | ausgeschieden | ausgeschieden |
| Levi Ruivivar  | Schwebebalken    | 11,866        | 64            | ausgeschieden | ausgeschieden | ausgeschieden |
| Levi Ruivivar  | Sprung           | 13,600        | 38            | ausgeschieden | ausgeschieden | ausgeschieden |
| Levi Ruivivar  | Stufenbarren     | 13,200        | 40            | ausgeschieden | ausgeschieden | ausgeschieden |
| Levi Ruivivar  | Mehrkampf Einzel | 51,099        | 40            | ausgeschieden | ausgeschieden | ausgeschieden |
| Männer         |                  |               |               |               |               |               |
| Carlos Yulo    | Barren           | 14,533        | 19            | ausgeschieden | ausgeschieden | ausgeschieden |
| Carlos Yulo    | Boden            | 14,766        | 2             | 15,000        | 1             | Gold          |
| Carlos Yulo    | Pauschenpferd    | 13,066        | 40            | ausgeschieden | ausgeschieden | ausgeschieden |
| Carlos Yulo    | Reck             | 13,466        | 27            | ausgeschieden | ausgeschieden | ausgeschieden |
| Carlos Yulo    | Ringe            | 13,000        | 49            | ausgeschieden | ausgeschieden | ausgeschieden |
| Carlos Yulo    | Sprung           | 14,683        | 6             | 15,116        | 1             | Gold          |
| Carlos Yulo    | Mehrkampf Einzel | 83,631        | 9             | 83,032        | 12            | 12            |